# Maurice Henry Dorman
Maurice Henry Dorman (7 augustus 1902 (of 1912)-1993), was een Brits koloniaal ambtenaar. 
Dorman studeerde aan de Universiteit van Cambridge, daarna trad hij toe tot de koloniale dienst. Hij werkte onder andere op Malta, in Tanzania (Tangayika), Goudkust en Trinidad en Tobago. In 1956 werd hij benoemd tot gouverneur van Sierra Leone. In 1957 werd hij geridderd.
In 1961 werd Sierra Leone een onafhankelijk koninkrijk, met de Britse monarch als staatshoofd. Sir Maurice Dorman werd vervolgens tot gouverneur-generaal bevorderd en werd daarmee vertegenwoordiger van koningin Elizabeth II van het Verenigd Koninkrijk. In 1962 werd hij vervangen door Henry Lightfoot Boston.
Van juli 1962 tot 21 september 1964 was hij gouverneur van de kolonie Malta, daarna, tot 4 juli 1971 gouverneur-generaal van de onafhankelijke Staat Malta.